# Полевой телефон
Полевой телефон — это вид телефона, предназначенный для эксплуатации в особых условиях и обладающий большой мобильностью в эксплуатации.
В первую очередь разрабатывался для организации связи в полевых условиях и во время боя.

## История
Впервые полевой телефон был использован Германией во время первой мировой войны, собой он заменил флажковую систему связи и телеграф.

## Конструкция
Полевой телефон конструктивно выполнен в виде прямоугольного корпуса, включающего электронный усилитель звукового сигнала, телефонную трубку с тангентой, индукционный звонок и механический индукционный генератор вызывного тока (индуктор; в современных аппаратах заменён на электронный).

## Телефоны по странам

### Австрия
- Siemens SFT 800

- Siemens SFT 800, полевой телефон австрийской армии

### Германия
- FF33
- FF OB/ZB
- M35
- Siemens SFT 800

- Полевой телефон Германской императорской армии
- FF33, полевой телефон вермахта
- FF OB/ZB, полевой телефон бундесвера
- M35, полевой телефон вермахта производства KAPSCH & SÖHNE
- Siemens SFT 800
- Немецкий полевой телефон времён Второй мировой в музее Hohlgangsanlage 8[англ.]

### Израиль
- EE-8[нем.]
- TA-312

- Американский полевой телефон EE-8
- Полевой телефон Tel 312 Алеф-Хет ЦАХАЛ

### Иран
- BAT-730[1]

- Телефон BAT-730 на выставке Eqtedar 40 в 2020 году

### Норвегия
- TP-6N
- TP-6NA
- M37
- EE-8
- SB 10 T

- Полевой телефон SB 10 T, состоявший на вооружении Армии Норвегии в 1970-е годы

### Россия / СССР
- ПФ-1
- УНА
- Телефонный аппарат индукционный — образца 1943 года — ТАИ-43
- Телефонный аппарат — образца 1957 года — ТА-57
- Телефонный аппарат — образца 1988 года — ТА-88

- Телефон УНА
- ТАИ-43 образца 1943 года
- TA-57
- ТАИ-43Р

### США
- EE-8[нем.][2]
- TA-43
- TA-312[ивр.][3]
- TA-838[4]

- TA-312, использовался американцами и израильтянами
- TA-43, состоявший на вооружении Армии США

### Турция
- Aselsan 6200[5]

### Финляндия
- P 78
- P 90

- Полевой телефон воздушного наблюдателя времён ВМВ
- P 78[фин.], телефон производства компании Ericsson
- P 90
- Полевой телефон P-1-8

### Франция
- AT-75-A

- Полевой телефон AT-75-A французской армии (экземпляр Иностранного легиона)

### Чехословакия
- TP 25

- Полевой телефон Чехословацкого легиона
- TP 25, использовавшийся Чехословацкой народной армией
- TP 25
- TP 25

### Швейцария
- Feldtelefon 50[англ.]

- Feldtelefon 50 на вооружении швейцарской армии

### Швеция
- Fälttelefonapparat m/37[англ.] (M 37)
- P 78

- Fältapa m/37
- P 78 на вооружении финской армии
- Шведский полевой телефон m/37-47

### Япония
- OHT-2003M

- Полевой телефон Императорской армии Японии во Второй мировой войне
- Телефон OHT-2003M на базе Аибано[яп.] Воздушных сил самообороны Японии